# Възнесение Господне (Голозинци)
„Свето Възнесение Господне/Христово“ или „Свети Спас“ (на македонска литературна норма: „Свето Вознесение Господне/Христово“, „Свети Спас“) е възрожденска православна църква във велешкото село Голозинци, централната част на Северна Македония.
Църквата е гробищен храм, разположен на река Тополка, на 2 km източно от селото. Църквата е построена от 1800 до 1820 година. В 1887 година четири иконостасни икони са нарисувани от видния дебърски зограф Димитър Папрадишки.